# Всесвітній день книги та авторського права

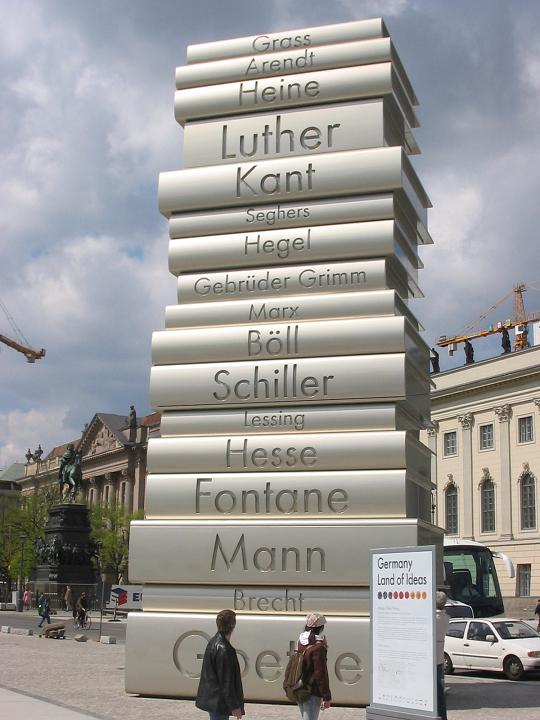
Пам'ятник книгам

Всесвітній день книги та авторського права (англ. World Book and Copyright Day, ісп. Día Mundial del Libro y del Derecho de Autor, кит.: 世界图书与版权日, фр. Journée mondiale du livre et du droit d'auteur) — відзначається щорічно 23 квітня, починаючи з 1996 року.
Уперше спробу пов'язати 23 квітня з книгами було зроблено 1923 року продавцем книг у Каталонії (Іспанія) [ ]. Початкова ідея належала валенсійському письменнику Вісенту Клавелу Андресу, який запропонував у такий спосіб вшановувати письменника Мігеля де Сервантеса, спочатку 7 жовтня, в день його народження, а потім — 23 квітня, у день його смерті.
У 1995 році ЮНЕСКО вирішило святкувати Всесвітній день книги та авторського права 23 квітня, оскільки цей  день є датою смерті Вільяма Шекспіра та Інки Ґарсіласо де ла Веґи, а також днем народження декількох інших видатних авторів, таких як Моріс Дрюон, Халлдор К. Лакснесс, Володимир Набоков, Жозеф Пла і Мануель Вальєхо .  Історично збіглося так, що  Шекспір і Сервантес померли 23 квітня 1616 р., — але не в той самий день, тому що на той час Іспанія послуговувалася григоріанським календарем, а Англія — юліанським. Сервантес фактично помер на 10 днів швидше за Шекспіра.
Всесвітній день книги та авторського права було проголошено на 28-й сесії ЮНЕСКО 15 листопада 1995 року (Резолюція № 3.18). Рішення прийняте з метою просвіти, для подальшого розвитку усвідомлення культурних традицій, а також з урахуванням того, що книги є найвагомішим засобом поширення знань та найнадійнішим способом їхнього збереження. Це найчудовіший винахід для обміну ідеями за межами людського простору та часу, а також найпотужніша сила викорінення бідності та мирного будівництва . В резолюції відзначається також доцільність проводити в цей день книжкові виставки та ярмарок.
Приймаючи таке рішення, враховували досвід ряду країн та організацій, які вже й раніше проводили «День книги». Зокрема, в Іспанія у 1926 році король Альфонс XIII підписав декрет про святкування в Іспанії Дня іспанської книги. Після деякої полеміки, було вирішено, що цим днем стане 23 квітня — день смерті Мігеля Сервантеса. У Барселоні цей день збігся зі святом на честь заступника Каталонії святого Георгія, коли книготорговці влаштовували грандіозний книжковий ярмарок. Саме там, з 1931 року, з'явився звичай дарувати троянду кожному, хто придбає книгу.
Це свято має на меті сприяти поширювати задоволення від книжок і читання. Щороку 23 квітня у всьому світі проводять святкування, мета яких — визнати чарівну силу книг, що є зв'язком між минулим і майбутнім, мостом між поколіннями та культурами. З цієї нагоди ЮНЕСКО та міжнародні організації, які представляють три основні галузі книжкової індустрії — видавців, книгорозповсюджувачів та бібліотеки, вибирають місто яке стає Світовою книжковою столицею, щоб упродовж наступного року підтримувати своїми власними ініціативами імпульс святкування Дня книги аж до 23 квітня наступного року. Головне святкування відбувається щорічно в штаб-квартирі ЮНЕСКО. Туди запрошують продавців книг, видавничі компанії та митців, щоб поділитися своєю пристрастю до книг та читання, проводячи практичні семінари для молоді з типографії, ілюстрування, книгопереплетення, книгодрукування. ЮНЕСКО щиро запрошує плекати книги як цінний інструмент для обміну знаннями, взаєморозуміння та відкритості у світі розмаїття.  [Архівовано 17 квітня 2018 у Wayback Machine.].
Щороку ООН обирає нову Світову столицю книги. Обране місто проводить заходи щодо популяризації літератури і читання. Започаткували свято 20 років тому як спосіб висловити шану авторам і книгам. Сьогодні пріоритет спрямований на підвищення інтересу до читання і доступності цифрових технологій.

## 23 квітня— символічна дата світової літератури

### У цей день народились письменники
- Мануель Вальєхо (1923)
- Моріс Дрюон (1918)
- Халлдор Лакснесс (1902)

### У цей день померли письменники
- Інка Гарсіласо де ла Вега (1616)
- Мігель Де Сервантес (1616)
- Жозеф Пла (1981)
- Вільям Шекспір (1616)